# Nara (tỉnh)
Nara (Nhật: 奈良県 (Nại Lương huyện) Hepburn: Nara-ken) là một tỉnh thuộc vùng Kinki, Nhật Bản. Tỉnh lỵ là thành phố cùng tên.

## Hành chính

### Các thành phố
Tỉnh Nara có 12 thành phố:
| - Gojo - Gose - Ikoma - Katsuragi - Kashiba - Kashihara | - Nara (tỉnh lỵ) - Sakurai - Tenri - Uda - Yamatokoriyama - Yamatotakada |

### Các thị trấn và làng
Tỉnh Nara có 15 thị trấn (cho) và 12 làng (mura) hợp thành 7 gun.
| Gun           | cho/mura |
| ------------- | --- |
| Ikoma         | Ando · Heguri · Ikaruga · Sangou                                                                                                   |
| Kitakatsuragi | Kanmaki · Kawai · Koryo · Ōji |
| Shiki         | Kawanishi · Miyake · Tawaramoto |
| Takaichi      | Asuka · Takatori |
| Nara          | Mitsue · Soni |
| Yamabe        | Yamazoe |
| Yoshino       | Higashiyoshino · Kamikitayama · Kawakami · Kurotaki · Nosegawa · Ōyodo · Shimoichi · Shimokitayama · Tenkawa · Totsukawa · Yoshino |

## Giáo dục
- Đại học Nữ Nara
- Đại học Giáo dục Nara

## Du lịch
- Khu du lịch công viên Nara
- Khu kiến trúc cổ Naramachi